# Pam Reynolds
Pam Reynolds (artiestennaam) (1956 - 22 mei 2010) was een Amerikaanse singer-songwriter uit Atlanta (Georgia).
In 1991, op de leeftijd van 35 jaar, had ze een bijna-doodervaring (BDE) tijdens een hersenoperatie. Deze BDE is algemeen bekend geworden vanwege de bijzondere omstandigheden waaronder het plaatsvond. Reynolds stond tijdens de hele operatie onder nauwgezette medische controle. Op een bepaald moment werd er geen hersenactiviteit meer gemeten, waardoor ze als hersendood beschouwd werd. Reynolds herinnerde na de operatie gebeurtenissen tijdens de operatie die door andere aanwezigen zijn bevestigd. De vraag is of dit tijdens de periode van hersendood was, of buiten die periode.

## De operatie
Een CT-scan onthulde dat Reynolds een groot aneurysma had in haar hersenen, dicht bij de hersenstam. Vanwege de lastige plaats van het aneurysma werd een ongebruikelijke procedure, 'hypothermic cardiac arrest' in het Engels, uitgevoerd door Dr. Robert Spetzler van het Barrow Neurological Institute in Phoenix. Tijdens deze procedure, ook wel 'standstill' genoemd, was haar lichaamstemperatuur verlaagd naar 16 °C, haar ademhaling en hartslag waren gestopt en het bloed was uit haar hoofd gedraineerd. Haar ogen waren dichtgeplakt met tape. Kleine nauwsluitende oortelefoons met luidsprekers waren in haar oren geplaatst. Die luidsprekers maakten klikgeluiden waarmee gecontroleerd werd of de hersenstam activiteit vertoonde.
Ze had een vlak eeg, geen activiteit in de hersenstam en geen bloed in haar hersenen. Ze was zo dicht bij de dood als mogelijk. De operatie was een succes en Reynolds herstelde volledig.

## De BDE deel 1
Tijdens de operatie hoort Reynolds een geluid met de toonhoogte van een natuurlijke 'D'. Het geluid lijkt haar uit het lichaam te trekken. Dan zweeft ze rond in de operatiekamer en ziet ze de dokters bezig met de operatie. Ze voelt zich meer bewust dan normaal en haar gezichtsvermogen is meer gefocust en duidelijker dan gewoonlijk. Ze doet verscheidene observaties, bijvoorbeeld:
- Ze ziet dat de dokters een boor gebruiken om haar schedel te openen. Het verbaast haar dat de boor eruitziet als een elektrische tandenborstel, niet als een zaag zoals ze had verwacht. Het wordt later bevestigd dat de boor die gebruikt werd eruitzag als een elektrische tandenborstel.
- Ze hoort een vrouwelijke stem zeggen: "We hebben een probleem. Haar aderen zijn te klein." Het wordt later bevestigd dat de dokters eerst probeerden om de hart-longmachine op het rechterbeen aan te sluiten. Maar de aderen waren te klein, dus toen gebruikten ze het linkerbeen.

Deze voorbeelden tonen aan dat ze kon horen en zien tijdens de operatie. Daarom wordt deze BDE vaak gebruikt om te beargumenteren dat het bewustzijn los van het lichaam kan bestaan.

## De BDE deel 2
Op een gegeven moment tijdens de operatie merkt ze een aanwezigheid op. Dan wordt ze naar een licht getrokken. Wanneer ze dichterbij komt wordt het licht erg helder. Ze begint verschillende mensen in het licht te ontwaren, waaronder haar grootmoeder, een oom, andere overleden familieleden en onbekenden.
Hoe langer ze daar is, hoe prettiger ze het vindt. Maar op een gegeven moment wordt ze eraan herinnerd dat ze terug moet. Haar oom brengt haar terug naar haar lichaam. Als ze naar haar lichaam kijkt wil ze er niet meer in. Haar oom probeert haar te overtuigen, maar ze blijft weigeren. Dan ziet ze dat haar lichaam schokt (veroorzaakt door de defibrillatie om haar hart weer op te starten). Haar oom geeft haar een duw en ze is weer terug in haar lichaam.

## Verloop
De volgende tijdlijn is gebaseerd op het boek Light & Death van Michael Sabom. Te zien is dat de totale operatie ongeveer 7 uur duurde, waarbij de bloedsomloop gedurende minder dan een uur was stilgelegd. De gebeurtenissen in de operatiekamer die Reynolds zich kon herinneren (dat de chirurg in haar schedel boorde en de vrouwenstem die zei dat haar aderen te klein waren) gebeurden voor het stilleggen van de bloedsomloop. Het hele eerste deel van de BDE gebeurde daarvoor. Het hele tweede deel van de BDE gebeurde daarna.
| De Operatie | De BDE |
| --- | --- |
| 7:15 Reynolds wordt in de operatiekamer gebracht, is nog wakker. | - |
| Reynolds krijgt pentothal (het boek schrijft penthathol) intraveneus toegediend voor algehele verdoving. | - |
| Reynolds' lichaam wordt op de operatietafel getild. Haar ogen zijn dichtgetapet. Kleine, voorgevormde speakertjes worden in haar oren gestopt. | - |
| Er wordt een thermistor in de slokdarm geplaatst om de kerntemperatuur van het lichaam te meten. Eeg-elektroden worden op haar hoofd aangebracht voor opnames van activiteit in de hersenschors. | - |
| 8:40 Reynolds' gehele lichaam, behalve het hoofd en de liezen, wordt met steriele doeken bedekt. | - |
| Spetzler start de werkelijke operatie door de hoofdhuid van de schedel te tillen en een deel uit de schedel te zagen met een Midas Rex zaag voor botten. | Reynolds' BDE begint. Ze hoort een toon met hoogte 'natural D'. Het voelt alsof het geluid haar uit haar lichaam trekt. Ze kijkt naar beneden en ziet een aantal dingen in de operatiekamer. Ze voelt zich heel bewust en haar blik is meer gefocust en helderder dan normaal. Ze merkt op dat haar hoofd anders is geschoren dan ze had verwacht. Ze ziet het 'zaagding'. Het ziet eruit als een elektrische tandenborstel, heeft een deuk of groef bovenin waar de zaag verbonden is met het handvat en het heeft uitwisselbare zaagbladen die staan in wat eruitziet als een doos van een dopsleutelset. Ze hoort de zaag harder gaan maar ziet niet waar het op gebruikt wordt. Het zoemt op een relatief hoge toon en doet dan ineens 'Brrrrrrrr'. |
| Spetzler verwijdert een stuk uit de schedel. De operatiemicroscoop wordt boven Reynolds' hoofd geplaatst. Op een bepaald ogenblik vindt de vrouwelijke hartchirurg de dijbeenslagader en -ader in Reynolds' rechterlies. Deze blijken te klein te zijn om genoeg bloed naar de hart-longmachine te transporteren. Daarom worden de linker dijbeenslagader en -ader blootgelegd om hiervoor gebruikt te worden. | Reynolds hoort een vrouwenstem zeggen dat haar aderen en slagaderen erg klein zijn. |
| Spetzler onderzoekt het aneurysma onder de operatiemicroscoop. Hij ziet dat het echt erg groot is. Hij besluit dat het voor de operatie nodig is om het hart door onderkoeling stil te leggen. | |
| 10:50 De hart-longmachine is verbonden met Reynolds' lichaam. Het bloed wordt gekoeld. | - |
| 11:00 Reynolds kerntemperatuur is ongeveer 24 °C. Het hartfilmpje (ecg) geeft aan dat het hart slecht werkt. | - |
| 11:05 Reynolds krijgt een flinke dosis kaliumchloride. Dit veroorzaakt een gehele hartstilstand. Het eeg geeft vlakke lijnen. De hersenstam reageert zwakker en zwakker op de klikjes uit de luidsprekertjes in haar oor. | - |
| 11:20 Reynolds' kerntemperatuur is ongeveer 16 °C. De hersenstam reageert helemaal niet meer op de klikjes in de luidsprekertjes. De hersenen zijn stilgelegd. | - |
| 11:25 De hart-longmachine wordt losgekoppeld. De operatietafel wordt schuingezet met het hoofd omhoog, en het bloed wordt uit Reynolds' lichaam gehaald. | Reynolds voelt zich alsof er aan haar getrokken wordt, maar niet tegen haar wil. Ze gaat op eigen initiatief omdat ze wil gaan. Ze voelt alsof ze door een tunnelvormige vortex gaat. Ze komt in een helder licht. Ze begint verschillende personen te herkennen, waaronder een oma en een oom. Zij houden haar tegen omdat ze als ze verder zou gaan niet meer terug in haar lichaam zou kunnen gaan. |
| Het aneurysma is nu leeggelopen en Spetzler haalt het weg. De hart-longmachine wordt weer aangezet en pompt warm bloed terug in Reynolds' lichaam. | - |
| Reynolds' hersenstam begint weer te reageren op de klikjes in de speakertjes. Ook verschijnen er op het eeg weer golven van de elektrische activiteit in haar hogere hersencentra. | De overleden familieleden lijken Reynolds te voeren, niet met eten maar met iets flonkerends. Ze voelt zich gevoed en sterkgemaakt. |
| 12:00 Er is een probleem: de hartmonitor toont ventrikelfibrilleren. Pogingen om dit te corrigeren door verdere verwarming helpen niet. Twee defibrillatie-pads worden op Reynolds' borst gezet en haar hart krijgt twee schokken. Dit lost het probleem op. | Reynolds' oom neemt haar terug naar het einde van de tunnel. Ze ziet haar lichaam maar wil er niet in terug gaan. Het ziet er dood uit en ze is er bang voor. Dan duwt haar oom haar. De tunnel lijkt haar te duwen en haar lichaam lijkt aan haar te trekken. Als ze terug in haar lichaam gaat voelt het alsof ze in een ijskoud zwembad heeft gedoken. |
| 12:32 Reynolds' lichaamstemperatuur is ongeveer 32 °C en de hart-longmachine wordt uitgezet. Haar lichaam wordt losgekoppeld van de instrumenten. Spetzlers assistenten nemen het dichtmaken over en achtergrondmuziek begint te spelen. | Reynolds komt weer bij bewustzijn en hoort het lied Hotel California. |
| 14:10 Reynolds gaat naar de verkoeverkamer. Ze is nog geïntubeerd voor haar ademhaling, maar is stabiel. | - |

## Analyse
Pam Reynolds' BDE wordt soms gezien als bewijs voor leven na de dood. Critici hebben een aantal punten naar voren gebracht om deze interpretatie te ontkrachten:
- Toen Reynolds iemand hoorde zeggen dat haar aderen te klein zijn, was ze nog niet helemaal aangesloten op de hart-longmachine. Op dit moment was ze alleen maar onder algehele verdoving. De verdoving is vrij vaak niet compleet waardoor de patiënt niet helemaal buiten bewustzijn is, en kan ook dysfore effecten veroorzaken zoals verwarring over de positie in het eigen lichaam.[1] Dit lijkt erop te wijzen dat haar veronderstelde bijna-doodervaring (BDE) uren voor haar "werkelijke dood" begon, en als het vervolg van de operatie om een of andere reden zou zijn afgelast zou ze veel van de "dood"-ervaringen toch zijn opgetreden, hoewel ze alleen maar verdovende medicijnen had gekregen.[2]
- Een eeg is niet 100% betrouwbaar. Soms is er activiteit in de hersenen die niet wordt geregistreerd door de apparatuur.
- De luidsprekertjes in de oren houden niet alle externe geluiden tegen. Mensen met oordopjes in kunnen nog steeds geluiden in hun omgeving horen[3]
- Het is mogelijk dat ze de ervaringen had voor of na de stilstand van de bloedsomloop, toen ze alleen maar onder algehele anesthesie was en de hersenen nog actief waren.[4]
- Mensen die in BDE geloven hebben vaak de periode gedurende welke het hart van Reynolds stilstond onjuist weergegeven[5]: de echte tijdlijn van de operatie geeft aan dat haar hersenstamactiviteit ten hoogste 5 of 6 minuten stillag,[6] en er is geen bewijs dat ze herinneringen of ervaringen tijdens precies deze periode onthouden heeft, maar wel uit de rest van de urenlange operatie. Haar ervaringen voor en na de hartstilstand kunnen voor haar toch samenhangend ervaren zijn: verlies van bewustzijn zou niet noodzakelijkerwijs de hallucinaties onderbroken hebben. De meeste mensen ervaren of herinneren de onderbrekingen tussen wakker zijn, dromen en weer wakker worden niet.[4]